# ويليام دوايت ويتني
ويليام دوايت ويتني (بالإنجليزية: William Dwight Whitney)‏ هو معجمي وكاتب ومترجم وأمين مكتبة أمريكي، ولد في 9 فبراير 1827 في نورثهامبتون في الولايات المتحدة، وتوفي في 7 يونيو 1894 في نيو هيفن في الولايات المتحدة.

## وصلات خارجية
- ويليام دوايت ويتني على موقع الموسوعة البريطانية (الإنجليزية)